# Mohammad Ebrahim Seifpour
Mohammad Ebrahim Seifpour Saeidabadi (persisch محمد ابراهیم سیف پور, * 3. Juli 1938 in Teheran) ist ein ehemaliger iranischer Freistilringer. Er war Teilnehmer an den Olympischen Sommerspielen 1960 in Rom und 1964 in Tokio.
Er feierte seine größten internationalen Erfolge mit der Bronzemedaille bei den Olympischen Sommerspielen 1960 in Rom in der Gewichtsklasse "Fliegengewicht (52 kg)" und den Goldmedaillen, die er bei den Ringer-Weltmeisterschaften 1961 in Yokohama (52 kg) und Ringer-Weltmeisterschaften 1965 in Manchester im "Federgewicht (63 kg)" gewann. Bei den Ringer-Weltmeisterschaften 1963 in Sofia gewann er in dieser Gewichtsklasse die Silbermedaille.
Mohammad Ebrahim Seifpour gewann noch eine weitere Silbermedaille im Jahr 1966 bei den Asienspielen, die in Bangkok stattfanden, im Federgewicht (63 kg).